# Joseph Bech
Pour les articles homonymes, voir Bech.
Joseph Bech, né le 17 février 1887 à Diekirch et mort le 8 mars 1975 à Luxembourg, est un homme politique et avocat luxembourgeois. Il est aussi considéré comme l'un des Pères de l'Europe.

## Biographie
Après des études de droit qu’il effectue à l'Université de Fribourg (en 1907-1908) puis à Paris, Marie Joseph Bech devient avocat au Luxembourg en 1914. Il fait son entrée en politique en remplaçant son oncle Philippe aux postes de député et de président du Parti populaire chrétien-social, que ce dernier avait occupé jusqu’à son décès, à quelques jours des élections législatives de 1914. En 1921, Joseph Bech devient directeur général (ministre) de l’Instruction publique au sein du gouvernement d’Émile Reuter, lequel est contraint à la démission en 1925, à la suite des tensions accumulées autour de la mise en œuvre de l’Union économique belgo-luxembourgeoise, lancée en 1921. Il revient aux affaires en 1926, propulsé au poste de chef du gouvernement et simultanément ministre des Affaires étrangères grâce au soutien des puissantes compagnies sidérurgiques qui voient en lui « un homme conciliant armé de la faculté de s’accommoder de solution transactionnelles ».
Tout au long de sa carrière, Joseph Bech reste hanté par le souvenir de la Grande Guerre et de la crise existentielle qui l’a suivie, lorsque le Luxembourg était la cible des annexionnistes belges et français. Cette expérience de l’impuissance d’un petit État isolé, comme le Luxembourg neutre (depuis 1867), face à ses puissants voisins, débouche chez lui sur un fort internationalisme : insérer le Luxembourg dans le concert des nations, par la signature de traités multilatéraux notamment, permet au Grand Duché de défendre son indépendance politique et économique. C’est ainsi qu’il participe au nom du Luxembourg à toutes les négociations multilatérales qui se tiennent pendant et après la Seconde Guerre mondiale, et œuvre à l’intérieur de son pays pour faire accepter l’adhésion du Grand Duché aux organisations internationales nouvellement créées : Benelux en 1944, ONU en 1946, OTAN en 1949.

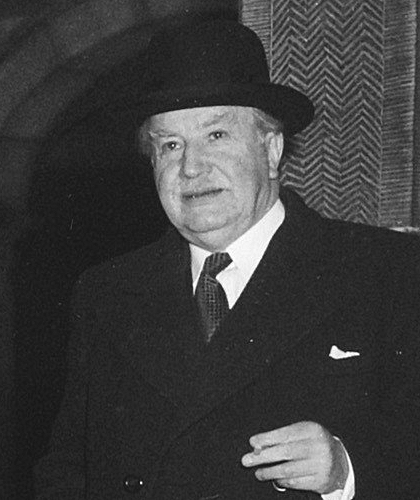
Joseph Bech lors de la Conférence du Benelux organisée à La Haye en 1949

Proche du grand capital[réf. nécessaire], notamment des patrons des compagnies sidérurgiques[réf. nécessaire], il connaît l’importance vitale des exportations pour l’autonomie économique du pays et développe, durant toute sa carrière en tant que chef du gouvernement et ministre des Affaires étrangères, les relations commerciales avec les voisins du Luxembourg, en premier lieu la Belgique et la France. C’est dans l'optique d’élargir les débouchés de l’industrie sidérurgique luxembourgeoise qu’il négocie d’abord avec la Belgique le règlement des différends au sujet de l’UEBL, puis l’élargissement de l’union douanière aux Pays-Bas dans le cadre du Benelux.
Le 9 mai 1950, Joseph Bech est un ministre des Affaires étrangères luxembourgeois conscient de la nécessité pour son pays de se lier à ses voisins par des accords tant économiques que politiques, et c’est donc avec enthousiasme qu’il accueille la déclaration de son homologue français, Robert Schuman : la Communauté européenne du charbon et de l’acier (CECA) donnera enfin à l’industrie luxembourgeoise les débouchés dont elle a besoin, tout en donnant une place de choix au Luxembourg en Europe. Cette place sera encore renforcée par l’insistance du ministre à demander que soit fixé à Luxembourg le siège de la Haute Autorité de la CECA. Partisan de la Communauté européenne de défense, il défend le projet lors de son deuxième mandat de chef du gouvernement, puis, après son rejet par la France en 1954, il œuvre pour l’intégration de la RFA dans l’OTAN, avec l’idée que « la voie royale qui permet aux Grand-ducaux de tirer leur épingle du jeu mène par la restauration en Europe occidentale d’un contrepoids à la domination unilatérale de la France ». En 1960, il est lauréat du Prix International Charlemagne. 

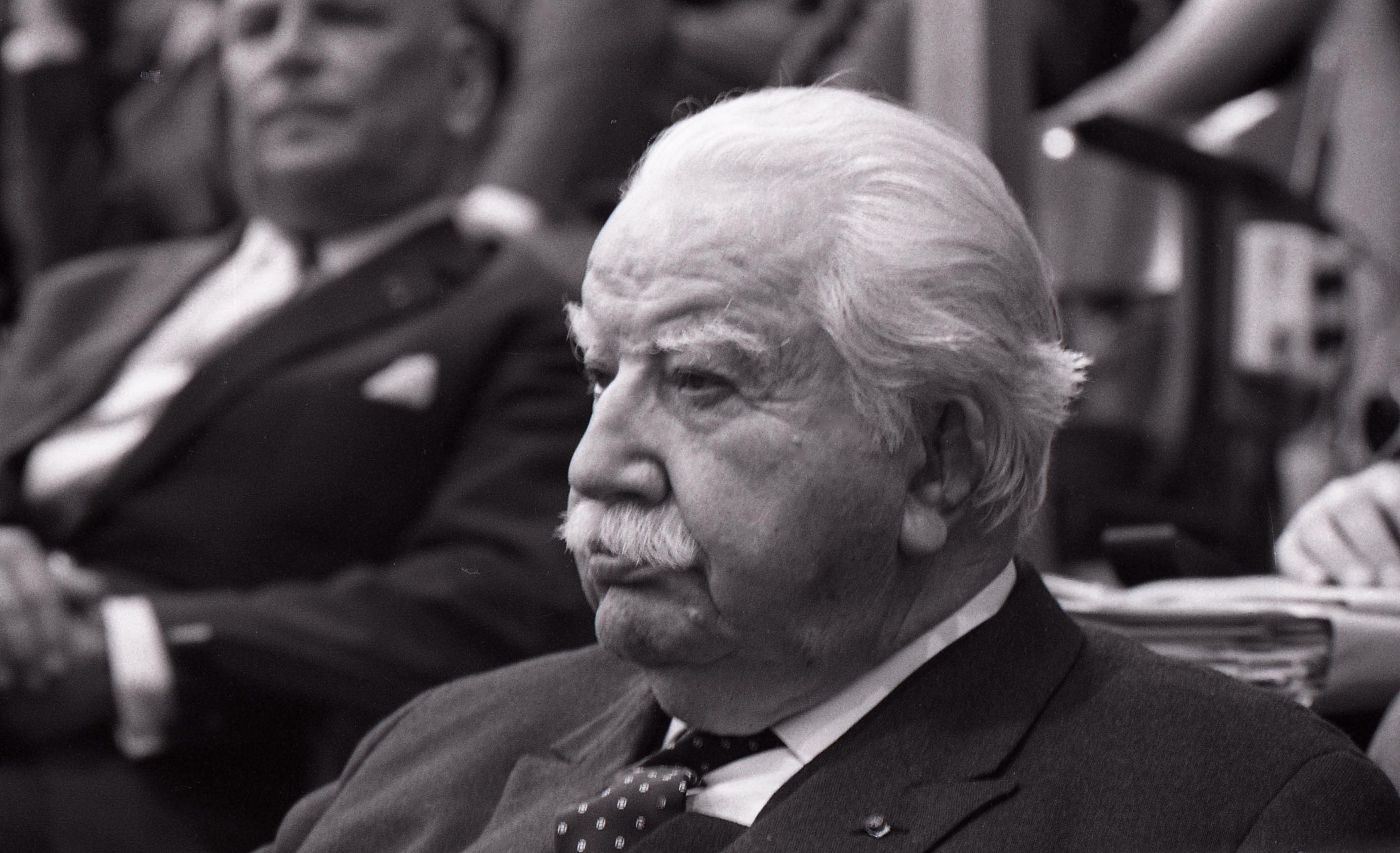
Joseph Bech en 1967

Il quitte la vie politique en 1964 et s’éteint onze ans plus tard, le 8 mars 1975. Son épouse, née Georgette Delahaye en 1897, est morte en 1983.

## Distinctions
En juillet 1937, Joseph Bech fut décoré avec la Grand-croix de l'ordre national de la Légion d'honneur.